# あの人のトランペット
『 あの人のトランペット 』(あのひとのトランペット )は、福本伸行による日本の短編漫画。

## 概要
福本作品の多くは、大金や命が遣り取りされる非日常的なギャンブル漫画であるが、対してこの作品は、初期に見られるような人情物になっている。
竹書房から刊行された『あの人のトランペット 福本伸行自撰短編集』にて表題として掲載された。

## あらすじ
山間の小さな田舎町に住んでいた40歳の主婦、佐藤みつえ。高校時代、優等生だったみつえは、大人たちの山狩りの手を逃れ毎晩のようにトランペットを吹いている少年、佐倉たけしに憧れを抱く。結婚して一児の母となったあとも、あの頃の音色だけがみつえに勇気を与え続けていた。そして、息子の渡米をきっかけに、彼が今でもトランペットを続けていることを知る。

## 登場人物
佐藤みつえ (さとうみつえ)
40歳。厳格な父親のもとで育てられ、高校時代は優等生であった。結婚して3年目にして夫が他界し、女手一つで息子の順一を育てることになる。
順一(じゅんいち)
みつえの一人息子。18歳でドラマーを目指して単身ニューヨークへ渡り、翌年佐倉の下につく。
佐倉たけし(さくらたけし)
トランペット奏者。高校時代は自由奔放な性格で「不良（ゴンタ）」と呼ばれていた。作中では「佐倉武」とされる描写もある。

## 書籍
- あの人のトランペット 福本伸行自撰短編集 1 （竹書房、1998年11月） ISBN 978-4812452622